# Gisela Schlüter
Gisela Schlüter (* 6. Juni 1914 in Berlin; † 28. Oktober 1995 in Mittenwald) war eine deutsche Kabarettistin und Schauspielerin.

## Leben

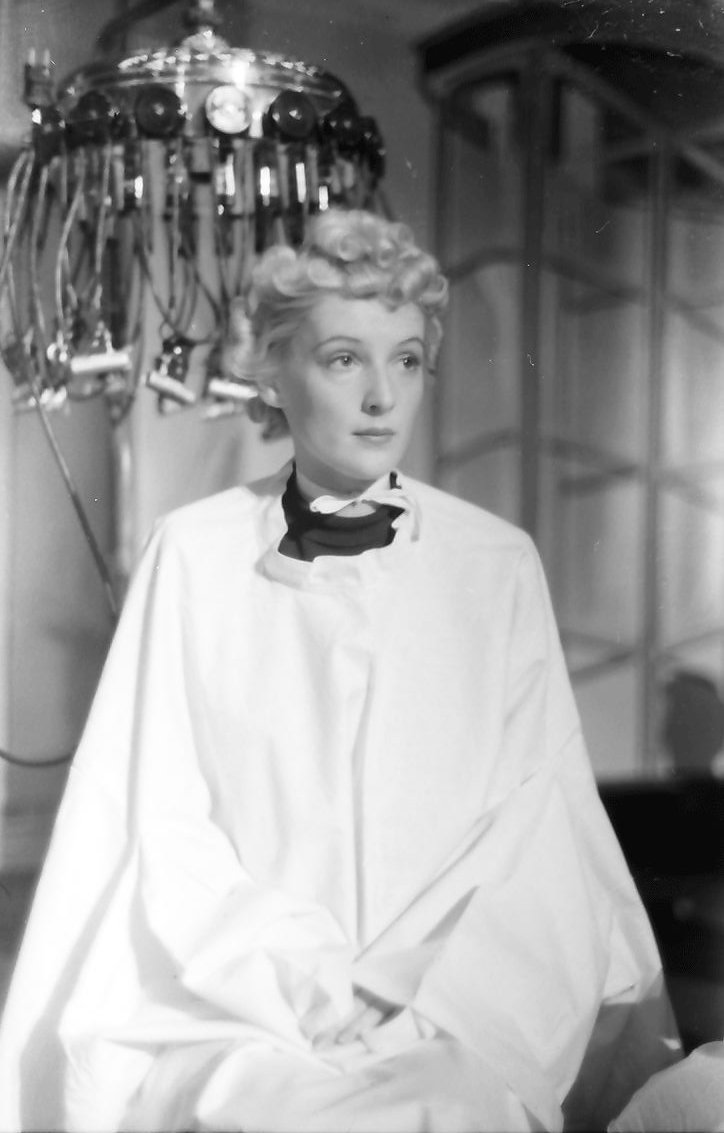
Gisela Schlüter im Kabarett der Komiker, 1938

Gisela Schlüter wuchs als Tochter eines Berufsoffiziers in Dresden auf. Schon früh fühlte sie sich zur Bühne hingezogen. Zunächst wollte sie Tänzerin werden und absolvierte eine entsprechende Ausbildung. Mit 1,76 m galt sie jedoch als zu groß für eine solche Bühnenlaufbahn. Daher nahm sie bei dem Dresdner Schauspieler Erich Ponto Unterricht. Ihre Karriere als Schauspielerin begann im Alter von 19 Jahren. In ihrem ersten Berufsjahr wirkte sie an vier Filmproduktionen mit. Nach weiteren Filmen fand sie ihr Betätigungsfeld vorwiegend beim Kabarett, sodass sie in den anschließenden Jahren nur noch vereinzelt Filmrollen annahm.
Nach ersten beruflichen Gehversuchen hatte sie in Berlin mit Günther Lüders als Partner ihren ersten Theaterauftritt in dem Boulevardstück Vorsicht Brigitte, in dem sie sich bereits als Schnellrednerin bewies. Ein Jahr später spielte sie neben Liesl Karlstadt und Karl Valentin in dem bekannten Berliner Kabarett der Komiker. Es folgten in den 1930er und 1940er Jahren Revuen und Theatertourneen sowie Hörfunkveranstaltungen. Als Bühnendarstellerin überzeugte Gisela Schlüter mit ihrer Vielseitigkeit, indem sie tanzte, sang, parodierte und schauspielte.
Schlüter arbeitete auch wieder als Filmschauspielerin, unter anderem in Wir tanzen um die Welt (1939), Der Tiger von Eschnapur (1937/38), Eine Nacht im Mai (1938), Das indische Grabmal (1937/38), Sechs Tage Heimaturlaub (1941) und in einigen Produktionen der Nachkriegszeit, darunter Unsere Tante ist das Letzte (1973). Neben vielen Theatertourneen war sie nach dem Krieg auch Star der Hamburger Kabarett-Revue Faust, dritter Teil. 
Ihren ersten Fernsehauftritt hatte Gisela Schlüter in Vico Torrianis Show Grüezi Vico. Nach zahlreichen Gastauftritten in namhaften Fernsehshows erhielt sie am 25. Januar 1963 beim NDR in Hamburg ihre eigene Fernsehshow, Zwischenmahlzeit, in der sie als Komikerin und Entertainerin auftrat und in Sketchen, Tanzeinlagen und Gesangsdarbietungen zu sehen war. Während dieser Zeit wurde sie zu einer Showmasterin, die durch eine dominante Rhetorik ihre Bühnenpartner kaum zu Wort kommen ließ. Ihre Sprechgeschwindigkeit (mit bis zu 482 Silben pro Minute) und ihr scheinbar unendlicher Redeschwall wurden ihre Markenzeichen. Hieraus resultierten ihre Spitznamen, „Quasselstrippe der Nation“ und „Lady Schnatterly“. Über sich selbst sagte sie: „Derjenige, der bei mir zu Wort kommt, muss erst noch geboren werden.“
Bis 1982 wurde Zwischenmahlzeit drei- bis viermal jährlich ausgestrahlt und erreichte Einschaltquoten von bis zu 44 %. Für ihre Show erhielt Gisela Schlüter 1976 die Goldene Kamera der Fernsehzeitschrift Hörzu. Viele Prominente waren einmal oder mehrmals in Schlüters Sendung zu Gast, darunter Heinz Erhardt, Otto Lüthje, Heidi Kabel, Henry Vahl, Maxl Graf, Ilja Richter und Claus Wilcke, aber auch Politiker wie Franz Josef Strauß.

## Privat

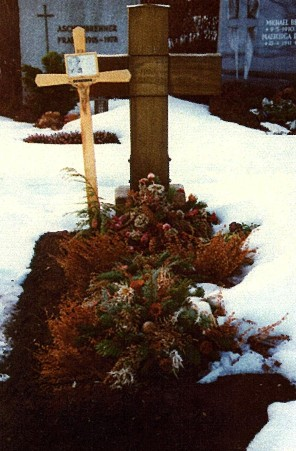
Grabstätte von Gisela Schlüter

Gisela Schlüters Hobby war die Astrologie. Sie beschäftigte sich mit Sternbildern und erstellte Horoskope, was sie in ihrem eigenen Leben zu einer ausgeprägten „Vorsicht“ veranlasste.
Eng verbunden war ihr der Fernsehautor Hans Hubberten. Er schrieb alle 35 Folgen der Zwischenmahlzeit für sie. Ihre berufliche Zusammenarbeit brachte beide auch privat zusammen, und Hubberten war 28 Jahre bis zu seinem Tod 1988 Schlüters Lebensgefährte, mit dem sie ein Haus in Bad Kohlgrub in Bayern bewohnte. Nach seinem Tod zog sich Schlüter weitgehend aus der Öffentlichkeit zurück.
1993 brach sich Gisela Schlüter die Wirbelsäule, später mehrere Rippen und einen Oberschenkel. Sie erholte sich nie mehr vollständig davon und wurde bettlägerig. Am 28. Oktober 1995 starb sie an den Folgen eines Schlaganfalls im Alter von 81 Jahren und wurde in Bad Kohlgrub bestattet.

## Werk

### Filmografie (Auswahl)
- 1937/38: Der Tiger von Eschnapur
- 1937/38: Das indische Grabmal
- 1937: Das Ehesanatorium
- 1938: Narren im Schnee
- 1938: Eine Nacht im Mai
- 1941: Der Gasmann
- 1941: Sechs Tage Heimaturlaub
- 1950: Dreizehn unter einem Hut
- 1957: Mikosch, der Stolz der Kompanie
- 1957: Die große Chance
- 1958: Peter Voss, der Millionendieb (1958)
- 1959: Peter schiesst den Vogel ab
- 1972: Die lustigen Vier von der Tankstelle
- 1973: Unsere Tante ist das Letzte
- 1973: Das Wandern ist Herrn Müllers Lust

### Veröffentlichungen
- Schnattern gehört zum Handwerk. Fackelträger, Hannover 1968.
- Lassen Sie mich auch mal zu Wort kommen. Seewald, Stuttgart 1983.